# Aad Bak
Adrianus Johannes Bak – detto Aad – (Rotterdam, 18 giugno 1926 – Schiedam, 16 gennaio 2009) è stato un calciatore olandese, di ruolo centrocampista.
Muore il 16 gennaio 2009 a Schiedam all'età di 82 anni.
Dopo aver smesso con il calcio giocato ha allenato delle squadre amatoriali di campionati minori. In seguito ha intrapreso l'attività di cassiere presso l'Amro Bank.

## Carriera

### Club
Fra il 1955 e il 1962 ha giocato nel ruolo di centrocampista per il Feyenoord: qui, con più di 100 presenze complessive, ha vinto il campionato olandese nel 1961 e nel 1962.

### Nazionale
Il 6 giugno 1956 ha giocato la sua unica partita in Nazionale olandese contro la Saar.

#### Cronologia presenze e reti in Nazionale
| Cronologia completa delle presenze e delle reti in nazionale ― Paesi Bassi | Cronologia completa delle presenze e delle reti in nazionale ― Paesi Bassi | Cronologia completa delle presenze e delle reti in nazionale ― Paesi Bassi | Cronologia completa delle presenze e delle reti in nazionale ― Paesi Bassi | Cronologia completa delle presenze e delle reti in nazionale ― Paesi Bassi | Cronologia completa delle presenze e delle reti in nazionale ― Paesi Bassi | Cronologia completa delle presenze e delle reti in nazionale ― Paesi Bassi | Cronologia completa delle presenze e delle reti in nazionale ― Paesi Bassi |
| Data                                                                       | Città                                                                      | In casa                                                                    | Risultato                                                                  | Ospiti                                                                     | Competizione                                                               | Reti                                                                       | Note                                                                       |
| -------------------------------------------------------------------------- | -------------------------------------------------------------------------- | -------------------------------------------------------------------------- | -------------------------------------------------------------------------- | -------------------------------------------------------------------------- | -------------------------------------------------------------------------- | -------------------------------------------------------------------------- | -------------------------------------------------------------------------- |
| 6-6-1956                                                                   | Amsterdam                                                                  | Paesi Bassi                                                                | 3 – 2                                                                      | Saar                                                                       | Amichevole                                                                 | -                                                                          |                                                                            |
| Totale                                                                     |                                                                            | Presenze                                                                   | 1                                                                          |                                                                            | Reti                                                                       | 0                                                                          |                                                                            |